# Neozimiris crinis
Neozimiris crinis là một loài nhện trong họ Gnaphosidae.
Loài này thuộc chi Neozimiris. Neozimiris crinis được Norman I. Platnick & Mohammad U. Shadab miêu tả năm 1976.